# Sonny Sandoval
Paul Joshua "Sonny" Sandoval est un chanteur américain né le 16 mai 1974. Il est plus connu comme étant le chanteur principal du groupe de Nu Metal P.O.D.

## Biographie
Sonny Sandoval est né à San Diego, en Californie, de mère hawaïenne et de père Italo-Mexicain. Il grandit dans un quartier majoritairement mexicain de San Diego, et rejoint un gang à l'âge de treize ans. Durant son adolescence, il boit et fume de la marijuana,. En 1992, alors qu'il n'a que 18 ans, sa mère, qui est chrétienne, attrape une leucémie, il abandonne ses études pour pouvoir l'aider. Un jour, après avoir beaucoup parlé avec elle, sa famille le ramène chez lui pour qu'il puisse se reposer, il se met à prier sur le parking et consacre sa vie à Dieu. Quand il retourne à l'hôpital, il dit à sa mère qu'il a parlé à Dieu et qu'elle peut s'en aller en paix. Quelques instants plus tard, elle décède à l'âge de 37 ans. Sonny est fortement marqué par la mort de sa mère. Ne sachant pas quoi faire, il décide de commencer une carrière de rappeur. Peu de temps après il rejoint le groupe "Enoch", créé par Wuv Bernardo, Gabe Portillo et Marcos Curiel, qui, avec Sonny en plus, deviendra plus tard POD (acronyme de "Payable On Death"). Sandoval indique que ses racines musicales sont le reggae, le rock et le rap, que l'on retrouve toutes chez POD.
Sonny et son épouse Shannonse se sont mariés en 1996, et ont deux filles Nevaeh et Marley, et un fils, Justice. Sandoval est largement crédité de la soudaine popularité du nom Nevaeh, qui, comme il l'a révélé sur MTV Cribs, lu à l'envers donne le mot Heaven ("Paradis" en français),.
Durant la majeure partie de la carrière de POD, Sonny était bien connu pour ses dreadlocks, mais depuis la sortie du septième album studio du groupe, When Angels & Serpents Dance, il les a coupés. Il a fait cela en raison de la signification des dreads. Il a réalisé que les gens commençaient à utiliser ce style pour avoir l'air cool et puis voyant que les fans ne comprenaient pas leur signification, il a décidé de les couper.
Il a été nommé, en 2006, 63e dans le Top 100 des chanteurs de Metal de tous les temps dans le magazine Hit Parader. Beaucoup d'autres rappeurs chrétiens, tels que Flo J '& D-VO de Risen Tunes, notent que Sonny Sandoval est l'une de leurs influences.
Il est actuellement impliqué avec Exit Concerts et dans sa propre organisation, The Whosoevers.
En 2009, Sandoval apparaît sur le nouvel album de Tribal Seeds, The Harvest, dans la chanson "Warning".
En 2010, Sandoval est présent sur le quatrième album de War of Ages, Eternal, dans la chanson "Eternal".